# Draudtia ignota
Draudtia ignota là một loài bướm đêm trong họ Noctuidae.